# 13750 Метдовсон
13750 Метдовсон (13750 Mattdawson) — астероїд головного поясу, відкритий 16 вересня 1998 року.
Тіссеранів параметр щодо Юпітера — 3,530.